# Gilbert Augustin-Thierry
Jules Gilbert Augustin-Thierry, né le 11 février 1840 à Paris et mort le 27 novembre 1915 à Paris 17e, est un romancier et poète français.

## Biographie
Fils d’Amédée Thierry et neveu de l’historien Augustin Thierry, il a collaboré à La Revue des Deux Mondes et été auditeur du Conseil d’État. Ayant entamé une carrière littéraire avec des articles sur Les Révolutions d'Angleterre en 1864 et des Essais d'histoire religieuse en 1867, il se consacra ensuite à l'écriture de nouvelles
.
On lui doit le livret de Ghiselle de César Franck. Il avait épousé la fille de l’industriel fondateur de l’entreprise Agache et sœur du peintre Alfred Agache, dont il a eu deux enfants.

## Œuvres
- L’Aventure d’une âme en peine, Librairie académique Didier.
- Marfa ; La Tresse blonde ; La Savelli ; La Bien-aimée ; Le Masque ; Le Stigmate ; Le Complot des libelles, Paris, Colin.
- L'Aventure d'une âme en peine, Didier, 1875.
- Le Capitaine Sans-Façon 1813 : épisodes de la contre-révolution, Paris, Charavay, 1882.
- La Fresque de Pompéi ; La Madone qui pleure, Paris, Plon.
- Ghiselle, drame lyrique en quatre actes, Choudens, vers 1896.
- La Mystérieuse affaire Donnadieu, 1802, Paris, Plon-Nourrit et Cie, 1909.
- Les Grandes Mystifications littéraires, Paris, Plon-Nourrit et Cie, en deux séries : 1re série, 1911 ; 2e série, 1913.